# Pourtalesia miranda
Pourtalesia miranda ist eine Art der irregulären Seeigel aus der Familie Pourtalesiidae. Sie gehört zum Benthos der Weichsedimente in der Tiefsee und wurde im nördlichen Atlantik in Meerestiefen zwischen 450 und 5850 m gefunden worden. Im Ostatlantik kommt die Art von der Biskaya bis nach Island vor, im Westatlantik ist sie von der Karibik bis zur Davis-Straße heimisch.

## Merkmale
Bei den Pourtalesiiden handelt es sich um irreguläre Seeigel, die Tiere geben also ihre Radiärsymmetrie während der Ontogenese auf und werden sekundär bilateral-symmetrisch und erhalten eine längliche, für Seeigel untypische Gestalt. Die Tiere werden 40 mm lang. Die anteriore Seite erscheint abgestutzt. Die Flanken verlaufen geradezu parallel zueinander und laufen posterior zu einem mehr oder weniger deutlich differenziertem Subanalrostrum zusammen, das von einer Fasziole umrandet wird. Die Aboralseite ist leicht gewölbt, die Oralseite konvex. Die Primärtuberkel sind in kurzen, mehr oder weniger horizontal ausgerichteten Reihen angeordnet.
Den Tieren fehlt eine Laterne des Aristoteles, die für die meisten Seeigel charakteristisch ist.

## Ökologie
Die irregulären Tiefseeformen sind Detritusfresser, denen der aus den oberen Wasserschichten herabsedimentierende Meeresschnee als Nahrungsgrundlage dient. Sie nehmen dazu den Sedimentschlamm auf und filtern die für sie nutzbaren Nährstoffe heraus.